# Godeanu (gmina Obârșia-Cloșani)
Godeanu – wieś w Rumunii, w okręgu Mehedinți, w gminie Obârșia-Cloșani. W 2011 roku liczyła 165 mieszkańców.